# Liste der Biografien/Weisc
Liste der Biografien |
Portal Biografien |
Personensuche
# |
A |
B |
C |
D |
E |
F |
G |
H |
I |
J |
K |
L |
M |
N |
O |
P |
Q |
R |
S |
T |
U |
V |
W |
X |
Y |
Z |
?
 
Wa |
Wc |
Wd |
We |
Wh |
Wi |
Wj |
Wl |
Wn |
Wo |
Wr |
Ws |
Wt |
Wu |
Ww |
Wy |
Wz
 
Wea |
Web |
Wec |
Wed |
Wee |
Wef |
Weg |
Weh |
Wei |
Wej |
Wek |
Wel |
Wem |
Wen |
Weo |
Wep |
Wer |
Wes |
Wet |
Weu |
Wev |
Wew |
Wex |
Wey |
Wez
 
Weia |
Weib |
Weic |
Weid |
Weie |
Weif |
Weig |
Weih |
Weij |
Weik |
Weil |
Weim |
Wein |
Weip |
Weir |
Weis |
Weit |
Weix |
Weiz
 
Weisb |
Weisc |
Weisd |
Weise |
Weisf |
Weisg |
Weish |
Weisi |
Weisk |
Weisl |
Weism |
Weisn |
Weisp |
Weisr |
Weiss |
Weist |
Weisw |
Weisz
Die Liste der Biografien führt alle Personen auf, die in der deutschsprachigen Wikipedia einen Artikel haben. Dieses ist eine Teilliste mit 14 Einträgen von Personen, deren Namen mit den Buchstaben „Weisc“ beginnt.

## Weisc

### Weisch
- Weische, Alfons (1932–2023), deutscher Klassischer Philologe
- Weische, Andreas (* 1964), deutscher Maler des Phantastischen Realismus und Goldschmied
- Weischedel, Karl (1907–1987), deutscher Turner
- Weischedel, Wilhelm (1905–1975), deutscher PhilosophWilhelm Weischedel (1905–1975)

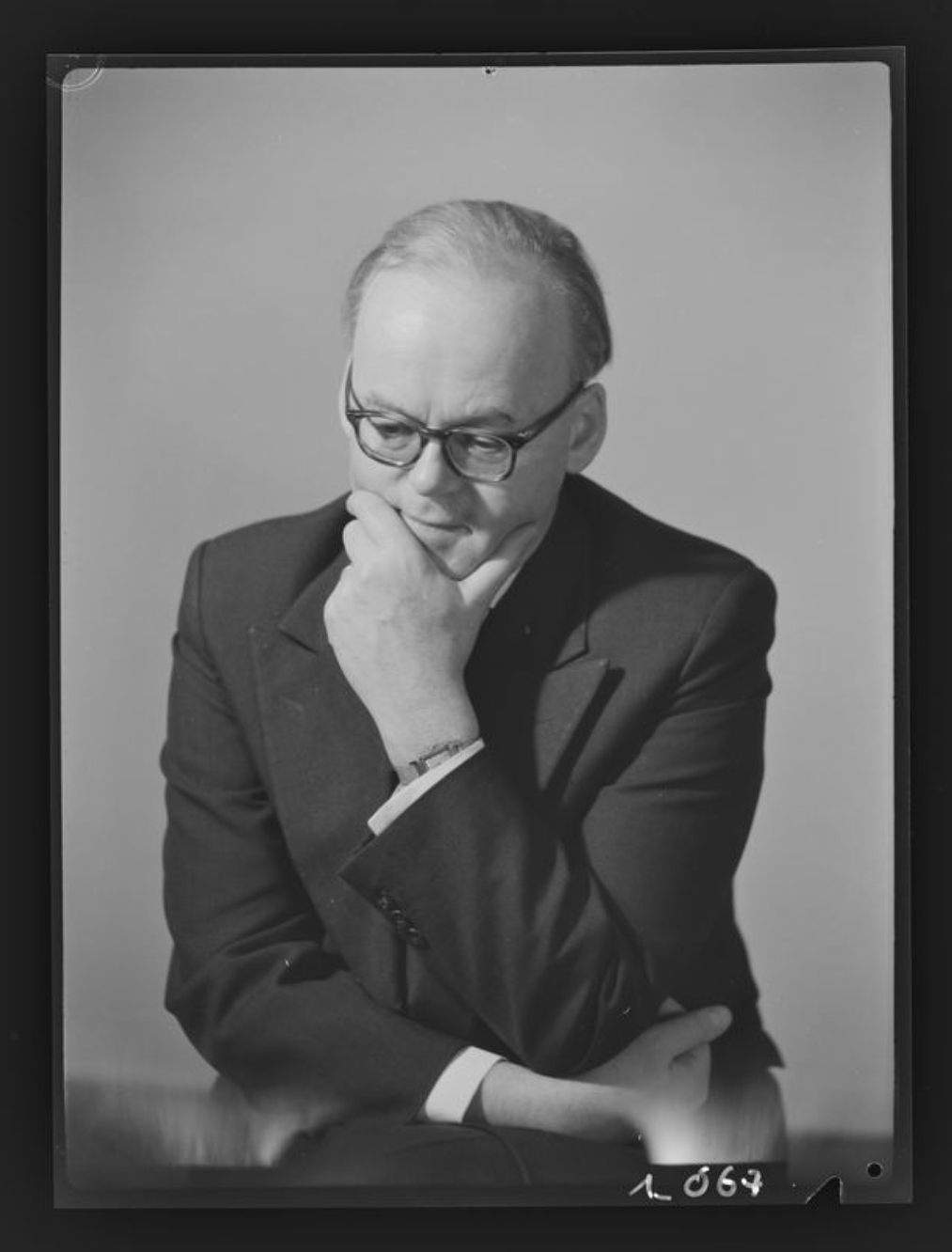
Wilhelm Weischedel (1905–1975)

- Weischenberg, Sibylle (* 1954), deutsche Journalistin, Gesellschafts-Expertin, Autorin
- Weischenberg, Siegfried (* 1948), deutscher Kommunikations- und Medienwissenschaftler
- Weischer, Bernd Manuel (* 1937), deutscher Orientalist
- Weischer, Christoph (* 1956), deutscher Soziologe
- Weischer, Matthias (* 1973), deutscher Maler, Grafiker, Zeichner und Bühnenbildner
- Weischet, Hugo (1897–1976), deutscher Landschafts- und Porträtmaler
- Weischet, Wolfgang (1921–1998), deutscher Meteorologe, Geograph und Klimatologe
- Weischner, Christian David Friedrich († 1793), Fechtmeister
- Weischner, Lukas († 1609), deutscher Buchbinder und Bibliothekar
- Weischner, Siegmund Carl Friedrich (1703–1774), Fechtmeister